# Öv (ruházat)

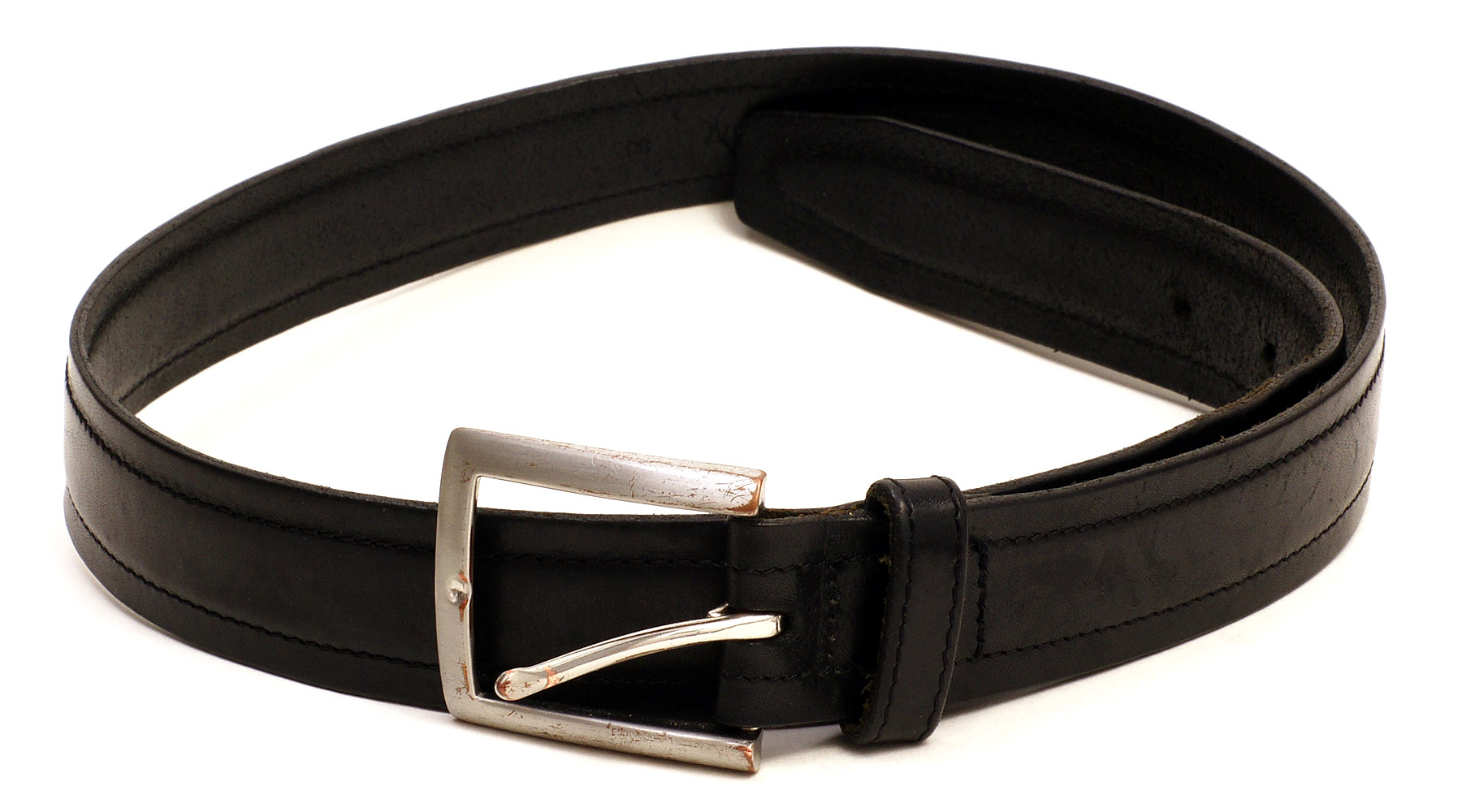
Fekete öv fémcsattal

Az öv a ruházati termékek csoportosításán belül kiegészítőt jelent. A derékon (olykor kissé fölötte vagy alatta) viselt szalag, mely a testet vagy a ruhát öleli körbe. Jellemzően bőrből vagy erősebb textilből készül, esetenként gumírozott anyagból, fémből, műanyagból. Szélessége 1 centimétertől egészen 20-30 centiméterig terjed.

## Az öv szó eredete
Az "öv" szó az úgynevezett ősi szókincshez tartozik. Finnugor-, talán uráli kori szó. Őse pedig a “vö”. Zürjén nyelven: “vln”, finnül: “vyö”, lapp nyelven pedig: avve.  Átalakulását az Etimológiai szótárban így fogalmazták meg: a magyarban eredetileg ő változatban élt, a mai öv hangalak később keletkezett elvonással a v-s tövű toldalékos formákból.

## Funkciói

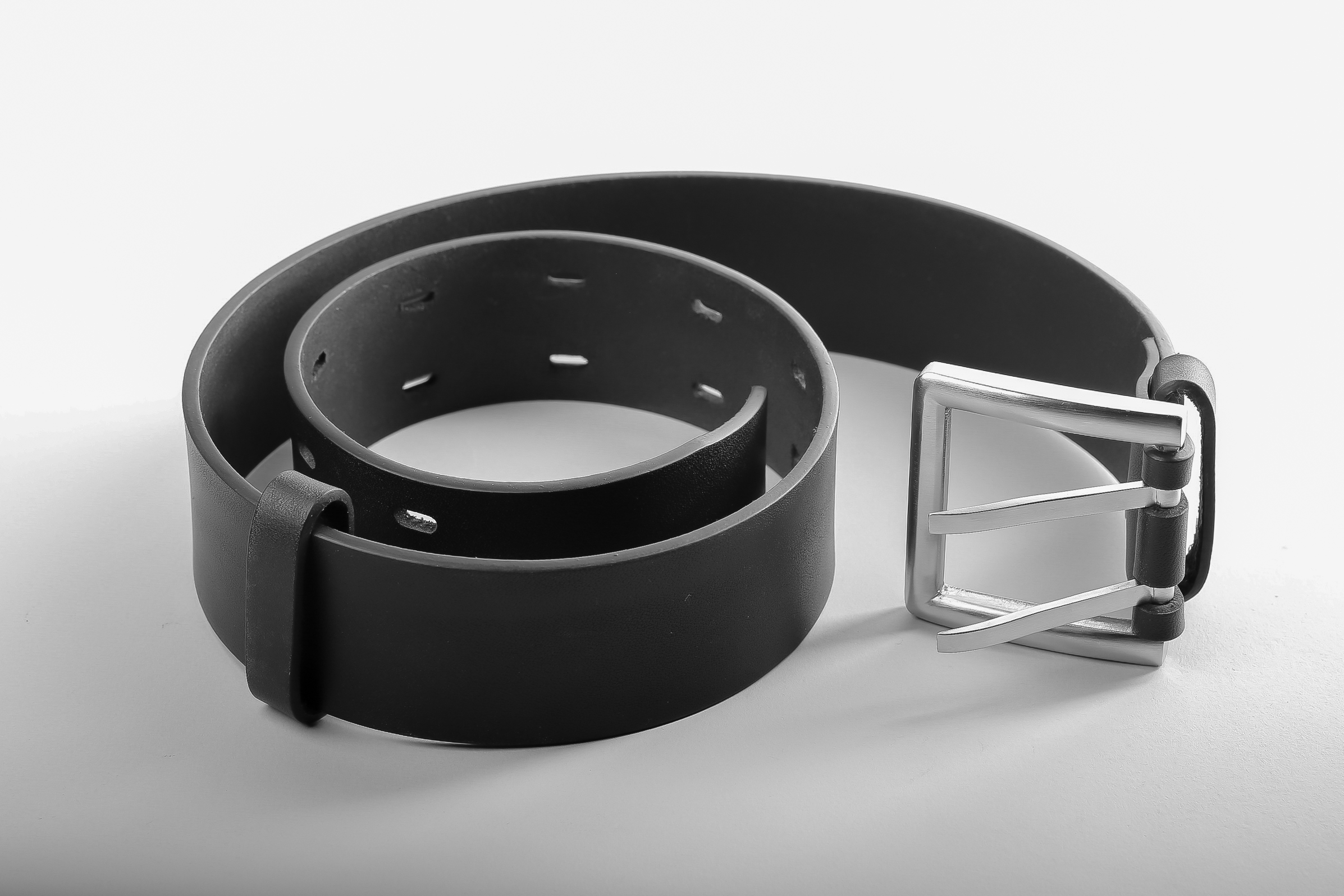

A ruházat, a nadrág megtartása mellett korábban használati tárgyak (szerszámok, fegyverek, pénzérmék) szállítására/tárolására is szolgált. Státuszszimbólumként is jelentése volt. A divattörténelem előrehaladtával a derékszíjat az öltözék dekorálására is elkezdték használni. A divatövek szerepe sokkal inkább a díszítés. De az öv az előnyös idomok kiemelésére és a kevésbé tetszetős részek palástolására is tökéletesen alkalmas.

## Férfi öv történelme
A történelem első öveit a bronzkorban viselték, ie. 3300 és 1200 között. Néhány bőrből készülhetett, de a legtöbb kezdetleges darab egy derékra kötött zsinór volt. A rómaiak összefogták vele tógájukat. A gladiátorok az egész törzset szorosan körülölelő vastag övet, úgynevezett cingulumot viseltek, ami pajzsként védte őket a harcban. A frankok és burgundok gyakran ezüst- vagy bronzveretekkel díszítették öveiket. A lovagi páncél büszkeségének számító lovagi öv általában a csípőt valamivel a derék alatt ferdén övezte, rajta a nehéz karddal.
Várostól függően a díszes vagy jól megmunkált öv a magasabb osztályba tartozás jelének számított. Kifejezte viselőjének társadalmi rangját, vagyonának mértékét, nemesi származását, foglalkozását, és kizárólag szabad ember hordhatta. Az övre - jellege és minősége alapján – egészen a 15. századig státuszszimbólumként is tekintettek.
Az 1700-as években a hózentróger feltalálásáig a férfiak kiváltsága volt a derékszíj viselése. Az akkori magas derekú nadrágokat csak a suspender tartotta meg, így az övet egy időre kiszorította a divatból.
1836-ban Samuel Colt nevéhez fűződik az új típusú revolver, ami életre hívta a western típusú revolver övet a pisztoly és a lőszer tárolására. Majd közel 100 évet kellett várni az első vékony nadrágszíjra, ami az 1922-ben megjelent Levi’s öv volt. Ez a tartós bőrből készült darab már átfért a nadrág övbújtatóján. Ezzel az 1930-as évektől újra berobban a köztudatba az öv viselés.

## Női öv történelme
A középkorban volt olyan időszak, amikor a nők számára tiltott volt az öv viselése.
A 18. század második felében kezdtek el a derék köré kötött széles, összehajtogatott anyagszalagokat viselni. A legelterjedtebb a fekete svájci öv volt. Ez a ruhadarab általában rombusz alakú, bársonyból vagy selyemből készült. Elöl fűzős, hogy a ruha felső és alsó részei jól elkülönüljenek egymástól.
Az Edward-kori ruhák sokkal szabadabbak voltak, és jobban kiemelték a nők alakját. Kardinális kiegészítőjük az öv volt. A ruhák és a szoknya/blúz kombinációk szinte mindig övvel párosultak, hogy kihangsúlyozzák a derekat. A vastagabbakat estélyihez, a vékonyabbakat nappali ruhákhoz öltötték fel.  
A flapper mozgalom idején, az 1920-as években a ruha anyagával megegyező pántot kötöttek fel lazán a csípőjükre. Hétköznapi és sportruházathoz vékony bőr szíjat hordtak. Az évtized végére a vékony és laza láncövek is a formális és esti öltözékek kiegészítőjévé váltak. Az 1930-as években egyre több nő kísérletezett a nadrágok viselésével, amihez olyan övre volt szükség, ami megtartja azt. Nagyjából ebben az időben kezdték a nadrágok alapfelszereltségévé tenni az övbújtatókat, ami tovább növelte az öv népszerűségét. Az 1940-es években a legkedveltebb alapanyagok a bőr és a velúr volt. A második világháború utáni bőrhiány miatt alternatív anyagokat voltak kénytelenek használni. Az akkori övek egységesebbé váltak, olcsóbb, de még mindig tartósabb anyagokból készültek.
Az 1950-es évekre már nem volt probléma a kínálat hiánya. Ezekben az években a fűző-szerűen széles derékövek emelték ki a csípőt. Az 1960-as évek női szíjai hasonlítottak az előző évtizedhez, de újra a csípő vonalán találták magukat. Elterjedtek a fémövek. Az 1970-es évektől egészen az 1990-es évekig jól látható az átmenet az övek stílusának változásával, és az 1980-as években a bőr átvette az övek alapértelmezett anyagát. Az 1990-es évektől az övek anyagukat és megjelenésüket tekintve nagyjából egységesek. Emellett a szélességük is csökkenni kezdett, és inkább egyszerű, a nadrágok tartásához szükséges kiegészítővé váltak.

## Felépítése
Az öv két fő részből áll: az övcsatból és a szíjból vagy más néven pántból. A csat a szíjhoz a bőr befogóval csatlakozik, ami egyes öveknél véglegesen le van rögzítve, lehet tűzött, varrott, szegecselt. Más típusoknál csavarral, patenttal vagy klipsszel rögzített, ami a kívánt mérete igazítható. Az utolsó lyuk után részt az öv nyelvének nevezzük, ami standart 10 cm hosszú. Az övcsaton áthúzott pánt végét - azaz az öv nyelvét -, a túloldalon az övbújtatóba kell befűzni, hogy ne álljon el. Egyes típusú vászon és heveder övek végzáróval vannak ellátva, ami fémből vagy bőrből készül. Ez védi a pánt végét és megkönnyíti a becsatolást.

## Anyaga[9][10]
- marhabőr
  - teljes értékű bőr
  - korrigált barkájú bőr
  - genuine (vera pelle)

- egyéb bőrök: szarvas-, birka-, kecskebőr
- egzotikus bőr
- rostbőr
- velúr
- lakkbőr
- műbőr
- textil-vászon
- gumírozott vászon
- gyöngyvászon

## Férfi öv típusok[9]
- alkalmi - elegáns
- hétköznapi – utcai
- spanyol öv (szmoking öv)
- sportos

## Női öv típusok[11]
- klasszikus tűs
  - vékony öv
  - farmer öv
  - divatöv
  - fonott öv
  - szegecses öv
- táblás csatos
- dupla D karikás

- megkötős fajták
  - obi öv (kimonó) [3]
  - fűzős öv
  - zsinór öv
  - szatén/selyem öv
  - horgolt öv
  - csipke öv
- csatos
  - vastag öv
  - gumis divatöv
  - fém öv
  - láncos öv

## Egyéb öv fajták
- katonai-taktikai
  - antantszíj
- sport
  - súlyemelő öv[3]
  - karate öv
- tánc
  - hastáncos öv